# Rebordãos
Rebordãos est une freguesia portugaise du concelho de Bragance, avec une superficie de 26,29 km2 pour une population de 546 habitants (2011). Densité : 20,8 hab/km2.
Elle fut ville et sede de concelho entre 1208 et le début du XIXe siècle. Elle était constituée par les freguesias de Mós de Rebordãos, de Rebordãos et de Valverde. Elle avait 637 habitants en 1801.

## Patrimoine
- Château de Rebordãos ou Castelo do Tourão
- Pilori de Rebordãos
- Station de Rebordãos